# Undine von Medvey
Undine von Medvey (Hamburg, 6 februari 1926 - Berlijn, 4 januari 2004) was een Duitse actrice en zangeres, die ook veel in Nederland actief was.
Undine von Medvey groeide op in een artsengezin, en ging al op vroege leeftijd naar het conservatorium. In 1938 verliet de familie Duitsland vanwege het opkomende nazisme, en vestigde zich onder meer in Nederland en in de Scandinavische landen. Ze werd in Nederland "ontdekt" door een talentenzoeker van het Berlijnse Metropol-Theater, en speelde daar onder meer met Johan Heesters. In de jaren 60 was ze ook weer in Nederland actief, met een programma voor de KRO-televisie, de Undine von Medveyshow. In de jaren '70 en '80 keerde ze terug naar Duitsland, alwaar ze nog wat rollen in films en televisieseries speelde.

## Filmografie
- 1947: Razzia
- 1947: Herzkönig (alternatief: Ein Walzer ins Glück)
- 1954: Tanz in der Sonne
- 1966: Zwischenmahlzeit (televisie)
- 1971: Haifischbar (televisie)
- 1972: Dalli Dalli (televisie)
- 1972: Job nach Noten – aflevering: Die Gesangsstunde (televisieserie)
- 1979: Da kommt was auf uns zu (televisie)
- 1981: So schön wie heut’, so müßt’ es bleiben (televisie)

## Hoorspel
- 1989: Luise oder Die Legende vom Verlust. (uit de serie Verbrechen der Vergangenheit) – Regie: Klaus Wirbitzky

- Gemeinsame Normdatei: 1062094964
- International Standard Name Identifier: 0000 0001 3289 270X
- MusicBrainz: 2c305133-2aa6-45dc-abc2-771b11d8b687
- Virtual International Authority File: 311686562